# مقاطعة ميدلسكس (كونيتيكت)
مقاطعة ميدلسكس هي مقاطعة في كونيتيكت، بلغ عدد سكانها 165٬676  نسمة، في 2010، عاصمتها ميدلتاون، تبلغ مساحتها 1٬137 كيلومتر مربع.

## الموقع
تشترك في الحدود مع:
- مقاطعة هارتفورد.

## أعلام
- دونكان جونسون